# Peux-et-Couffouleux
Peux-et-Couffouleux è un comune francese di 110 abitanti situato nel dipartimento dell'Aveyron nella regione dell'Occitania.

## Società

### Evoluzione demografica
Abitanti censiti